# One Day at a Time (Eminem)
One Day at a Time er den anden single fra den amerikanske rapper Tupac Shakurs album Tupac: Resurrection (Original Soundtrack), der blev udgivet posthumt. Med på sangen er 'Outlaws' og Eminem.
| Musik | Spire Denne musikartikel er en spire som bør udbygges. Du er velkommen til at hjælpe Wikipedia ved at udvide den. |